# Shin’ya Utsumoto
Shin’ya Utsumoto (japanisch 宇津元 伸弥 Utsumoto Shin’ya; * 29. März 2000 in der Präfektur Miyazaki) ist ein japanischer Fußballspieler.

## Karriere
Shin’ya Utsumoto erlernte das Fußballspielen in der Jugendmannschaft der Takashiro Soccer Boy Scouts, in den Schulmannschaften der Miyakonojo City Takashiro Jr High School und der Hosho High School, sowie in der Universitätsmannschaft der Miyazaki Sangyo-keiei University. Von Februar 2021 bis Saisonende wurde er von der Universität an Ōita Trinita ausgeliehen. Der Verein aus Ōita, einer Stadt in der gleichnamigen Präfektur Ōita, spielte in der ersten japanischen Liga. Hier kam er jedoch nicht zum Einsatz. Am Ende der Saison musste der Verein in die zweite Liga absteigen. Nach der Ausleihe wurde er von Ōita am 1. Februar 2022 fest unter Vertrag genommen. Sein Zweitligadebüt gab Shin’ya Utsumoto am 6. März 2022 (3. Spieltag) im Heimspiel gegen den Yokohama FC. Hier wurde er in der 74. Minute für Seigō Kobayashi eingewechselt. Yokohama gewann das Spiel 2:1.